# Indië (regio)

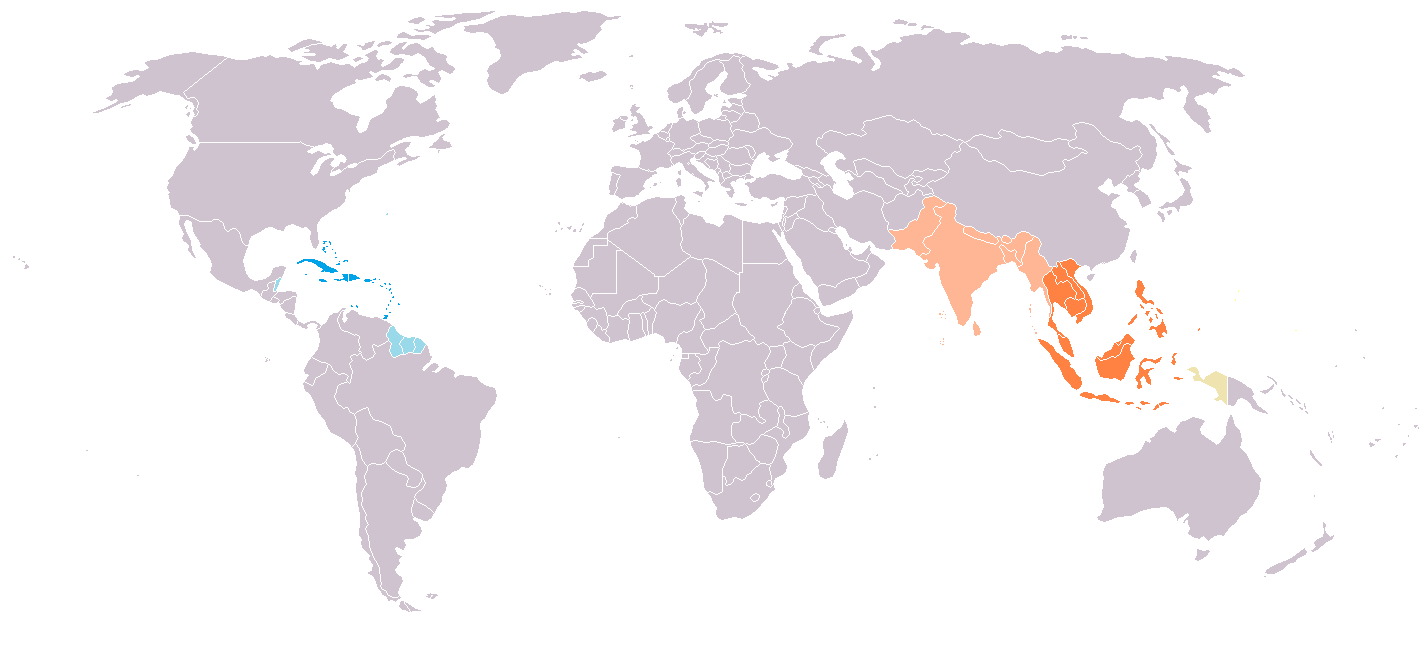
Achter-Indië
Voor-Indië
Westelijk Nieuw-Guinea
West-Indië
Landen die soms tot West-Indië toegerekend worden

Indië of de Indiën zijn historische namen voor een groot gebied in (vooral koloniaal) Azië. Met "Indië" wordt soms, vooral in Vlaanderen, ook de republiek India aangeduid. Welke gebieden precies onder Indië vallen varieerde van tijd tot tijd. Oost-Indië sloeg meestal op gebieden in Zuid-Azië en Zuidoost-Azië. West-Indië waren de Amerika's, met name de Caraïben. In zeldzame gevallen werden zelfs gebieden in Afrika tot "Indië" gerekend. Verder onderscheid was:
- Voor-Indië (Indisch subcontinent en Myanmar), in de 19e eeuw was dit grotendeels Brits-Indië;
  - Nederlands Voor-Indië voormalige bezittingen van de VOC op het Indisch Subcontinent.
- Achter-Indië of Oost-Indië bestaat uit Indo-China (Zuidoost-Azië oftewel alle landen op het Aziatisch vasteland tussen Voor-Indië en China gelegen;
  - Nederlands-Indië of Nederlands-Oost-Indië (het huidige Indonesië);
  - Brits-Oost-Indië (het huidige Maleisië)
  - Spaans-Oost-Indië (de Filipijnen, Guam, Marianen, Palau, de Carolinen, delen van Formosa en de Molukken).
- West-Indië (de eilanden in de Caraïben met delen van Midden- en Zuid-Amerika)

## Geschiedenis
In de late middeleeuwen en renaissance was dit gebied bekend als de bron van de specerijen, die in Europa evenals in het oosten zelf zeer begeerd waren. Dat was om de algemene smaak van het eten te versterken en te kruiden, maar vooral ook om de bedorven smaak van voedsel dat op het punt van ontbinding staat (of zelfs al bedorven was) te maskeren. Voor de uitvinding van de koelkast was dit een algemeen probleem voor voedselbewaring. De specerijenhandel was dan ook zeer winstgevend. Aanvankelijk was deze handel in handen van de Arabieren, die de specerijen naar Egypte vervoerden, maar nadat Vasco da Gama in 1498 als eerste de zeeroute naar Indië bevoer, kwamen de handelsroutes al snel in handen van het Portugese koloniale rijk.
De Portugezen bleven echter ook niet alleen, en eind 16e eeuw waren het vooral de Nederlanders en de Engelsen die elkaar het gebied betwistten. De Britse Oost-Indische Compagnie en de Vereenigde Oostindische Compagnie werden opgericht, en na verloop van tijd kwam er een verdeling waarin de Nederlanders vanuit Batavia op Java de Indonesische archipel beheersten, en de Britten het Indisch subcontinent en de tegenoverliggende gebieden (Birma en Maleisië inclusief Singapore) in hun invloedssfeer kregen. In de negentiende eeuw groeiden deze uit tot twee grote koloniale rijken, Nederlands-Indië (nu Indonesië) en Brits-Indië (later uiteengevallen in de hoofdzakelijk hindoeïstische federale staat India zelf en twee kleinere moslimstaten, Pakistan en het daarvan afgescheiden Bangladesh).